# 워너 채플 뮤직
워너 채플 뮤직(영어: Warner Chappell Music, Inc.)은 미국의 음악 출판 회사로 워너 뮤직 그룹의 자회사이다. 140만 개 이상의 작품과 15만 명의 작곡가 등이 포함된 카탈로그를 보유하고 있으며, 40개국 이상에 사무소를 두고 있다.

## 역사
1811년 채플앤코로 설립된 이 회사는 런던 본드가의 영국 음악 출판사이자 악기 상점으로, 피아노 제조를 전문으로 했다. 1929년, 워너 브라더스는 M. 위트마크 앤 선즈, 레믹 뮤직 코퍼레이션 및 하름스 인코퍼레이티드를 인수했다. 태머레인 뮤직(발리언트 레코드와 제휴)은 1969년에 인수되었다.
워너 채플 뮤직은 1987년 텍사스주 샌안토니오에서 워너 뮤직 그룹 회장 척 케이가 폴리그램(현 유니버설 뮤직 그룹)(UMG)으로부터 채플앤코를 인수하면서 설립되었다.

1988년, 워너-채플은 생일 축하합니다의 출판사이자 프랜시스 클라크 피아노 교재 및 이전 뮤지컬 쿠리어의 출판사였던 버치 트리 그룹(이전 서미-버처드)을 인수했다.
1990년, 워너 채플은 톰 벨과 갬블과 허프의 출판사인 마이티 스리 뮤직을 인수했다. 같은 해, 워너 채플은 캐나다 음악 출판사인 고든 V. 톰슨 뮤직을 인수했다.
1994년, 워너 브라더스 퍼블리케이션즈는 CPP/Belwin을 인수하여 인쇄 음악 사업을 확장했다. CPP/Belwin은 이전 컬럼비아 픽처스의 인쇄 음악 부문이었다.
2005년, 워너 채플 뮤직은 인쇄 음악 부문 대부분인 워너 브라더스 퍼블리케이션즈를 알프레드 퍼블리싱에 매각했다. 그리고 2006년에는 범유럽 디지털 라이선싱(P.E.D.L.) 이니셔티브를 시작했다. 2007년, 라디오헤드가 자사 웹사이트를 통해 페이-왓-유-위시 모델로 In Rainbows를 발매했을 때, 워너 채플 뮤직은 앨범 수록곡에 대한 간소화된 독점 라이선싱 프로세스를 만들었다. 이는 전 세계 권리 이용자들이 한 곳에서 음악 사용을 확보할 수 있도록 했다.
2006년 데이비드 H. 존슨은 임시 CEO로 승진했고, 2007년에는 회사 회장 겸 CEO로 임명되었다.
2006년 11월, 디즈니 뮤직 퍼블리싱과 워너 채플은 유럽과 남아메리카 주요 시장에 대한 라이선싱 계약에 동의했다.
2007년, 이 회사는 논스톱 뮤직을 인수했다. 추가로 2010년에는 내슈빌 기반의 프로덕션 음악 회사인 615 뮤직을 인수했으며, 이후 2012년에 모든 프로덕션 음악 회사를 워너 채플 프로덕션 뮤직이라는 이름으로 통합했다. 2011년에는 작곡가로 브루노 마스, 브로디 브라운, J.R. 로템이 소속된 사우스사이드 인디펜던트 뮤직 퍼블리싱을 인수했다. 2012년 7월, 워너/채플은 영화 스튜디오 미라맥스 필름의 음악 저작권을 매입했다.
이 회사는 2010년 Music & Copyright에 의해 세계에서 세 번째로 큰 음악 출판사로 평가되었다. 이 회사의 라이브러리에 있는 노래 중에는 "Winter Wonderland"와 이전에는 "생일 축하합니다"가 있었는데, 이 노래의 저작권은 2015년에 무효화되어 다음 해에 공공 영역으로 전환되었다.
2011년 1월, 뉴 웨스트 레코드와 사우스사이드 인디펜던트 뮤직 퍼블리싱의 설립자인 카메론 스트랭이 워너 채플 뮤직의 CEO로 임명되었다. 그는 2016년에 전 회사 사장인 존 플랫에 의해 계승되었다.
워너 채플은 2015년 프랭크 가리의 스튜디오를 인수하여, ABC, CBS, NBC 소유의 지역 방송국을 위한 텔레비전 뉴스 음악 테마를 포함한 가장 잘 알려진 프로덕션 음악 라이브러리에 추가했다.
2017년 6월 30일, 워너 채플 뮤직은 EMI 뮤직 퍼블리싱을 상대로 소송을 제기하여, EMI가 1982년에 워너가 인수한 20세기 폭스 카탈로그의 로열티뿐만 아니라 커티스 메이필드와 쿨 앤 더 갱의 권리에 대해 워너 뮤직에 너무 적게 지급했다고 비난했다. 이 논란은 EMI가 1990년대 초 로빈스 앤 피스트를 인수하면서 발생했다.
2019년 1월 9일, 가이 무트가 워너 채플 뮤직의 CEO로 임명되었다. 그와 회사의 COO인 카리안 마셜은 공동 회장으로 임명되었다.
2019년 1월 15일, 워너 채플 뮤직은 스타워즈 유튜브 채널 스타워즈 이론이 만든 팬 필름에 대해 수익화 클레임을 제기했지만, 이틀 후 루카스필름이 분노한 팬들을 대신하여 개입한 후 클레임을 철회했다. 2019년 5월, 워너 채플 뮤직은 구독자 900만 명 이상을 보유한 마인크래프트 유튜버 멈보 점보의 수많은 유튜브 비디오에 대해 과도한 저작권 클레임을 제기하여 다시 비판을 받았다. 유일한 이유는 이들 비디오의 인트로 곡이 워너 채플 뮤직에 의해 저작권이 있는 노래의 샘플을 포함했기 때문이었다. 이 유튜버는 노래 사용 라이선스 비용을 지불했지만, 샘플이 정리되지 않은 것으로 밝혀졌다. 그는 워너 채플 뮤직의 주장에 이의를 제기할 의향이 있었지만, 그 수가 많아(약 1800개) 부담이 클 것이라고 밝혔다.
2019년 5월, 워너 채플은 진 오트리 뮤직 그룹을 인수했는데, 여기에는 4개의 음악 출판사, 1,500개의 작품("Back in the Saddle Again", "Here Comes Santa Claus", "Just Walkin' in the Rain", "You Belong To Me" 포함), 그리고 오트리의 여러 마스터 녹음이 포함되어 있다.
2021년 7월, 워너 채플은 베트남에 첫 사무실을 열었다.
2022년 1월 3일, 버라이어티는 영국 음악가 데이비드 보위의 유족이 고인의 출판 카탈로그를 워너 채플 뮤직에 "2억 5천만 달러 이상"에 매각했다고 보도했다.
2022년 1월 20일, 워너 채플은 음반 레이블 스타 뮤직과 그 산하 레이블인 스타팝, 타르시에르 레코드, DNA 뮤직, 올드 스쿨 레코드를 포함하는 상위 조직인 ABS-CBN 뮤직과 전 세계 출판 계약을 체결했다. 필리핀 최대 음악 제작사 중 하나인 이 회사는 프레디 아길라의 "Anak"과 비나 모랄레스의 "Pangako Sa'yo"와 같은 국제적인 히트곡을 포함하여 OPM 음악의 가장 큰 카탈로그를 보유하고 있다.